# AC Taipei
Der Athletic Club Taipei (chinesisch 台北競技, Pinyin Táiběi jìngjì) ist ein Fußballverein aus Taipeh in Taiwan. Aktuell spielt der Verein in der Taiwan Football Premier League, der höchsten Liga des Landes.

## Geschichte
Der Verein wurde 2017 gegründet. 2020 startete der Verein in der zweiten Liga des Landes. Im ersten Jahr belegte man den dritten Platz. 2021 stieg man als Tabellenerster in die erste Liga auf.

## Stadion
Der Verein trägt seine Heimspiele im Stadion der Ming-Chuan-Universität im Stadtbezirk Shilin in Taipeh aus. Das Stadion hat ein Fassungsvermögen von 500 Personen.

## Saisonplatzierung
| Saison | Liga                           | Level | Pos. |
| ------ | ------------------------------ | ----- | ---- |
| 2020   | Taiwan Second Division         | 2     | 3.   |
| 2021   | Taiwan Second Division         | 2     | 1. ▲ |
| 2022   | Taiwan Football Premier League | 1     | 6.   |
| 2023   | Taiwan Football Premier League | 1     | 4.   |

## Trainerchronik
| Trainer      | Nation | von          | bis |
| ------------ | ------ | ------------ | --- |
| Chen Sing-an | Taiwan | 1. Juli 2020 |     |